# Polystichum bigemmatum
Polystichum bigemmatum là một loài thực vật có mạch trong họ Dryopteridaceae. Loài này được Ching ex L.L. Xiang miêu tả khoa học đầu tiên năm 1997.